# 美少女遊び
美少女遊び（びしょうじょあそび、Gal Play）は有限会社マジックシードの提供する携帯電話アプリゲームの配信ウェブサイト。パソコン用アダルト美少女ゲームとして発売された作品をi-mode、EZweb、Yahoo!ケータイ用に再構成して配信している。2005年5月12日に開設され、概ね1ヶ月に1つ作品が追加されている。
1作品当たり525円または315円でゲームをダウンロードすることができ、一度購入すればその後は一切料金がかからない従量課金（売り切り）である。
携帯電話ゲームであるためアダルトシーンは入っておらず、各作品のシナリオは原作PCゲームに比べて大幅に削減されており、攻略可能なヒロインの数も減らされていることがある。登場人物の立ち絵のパターンも少なく、作品によっては服装も顔の表情も全く変化しない。キャラクターボイスは全作品とも収録されていない。
いくつかの作品では原作PCゲームに登場したCG画像が携帯待受画像として配信されている。

## 作品
括弧内はPCゲーム版の発売元、発売日。いくつかの作品はPC版とタイトルが若干変更されている。
1. エーゲネルスの花嫁（MESA、2000年9月15日）
2. 吉亜の丘で寝ころんで（MESA、2001年7月6日）
3. 蚊 -MOSQUITE-（MESA、1999年4月30日）
4. 十六夜れんか（千世、2003年4月25日）
5. つまつま（DISCOVERY、2000年10月27日）
6. 黒雪姫（すたじお実験室、2002年10月4日）
7. 雪語り（Tarte、2001年11月16日）
8. つまつま2（DISCOVERY、2001年7月19日）
9. すい〜とし〜ずん（Tarte、2002年11月29日）
10. いもうと観察日記（Triangle、2002年12月13日）
11. ひなたぼっこ（Tarte、2004年7月23日）
12. 六ツ星きらり（千世、2004年11月5日）
13. Rimlet（Tail、2000年7月28日）
14. らぶらぶティータイム（ACTRESS、2001年5月11日）
15. ひめしょ!（XANADU、2005年11月25日）
16. なついろ mobile（ACTRESS、2003年10月31日）
17. 七人の妹（蛇ノ道ハ蛇ソフト、2005年3月25日）
18. ONE 〜輝く季節へ〜（Tactics、1998年5月29日）
19. お嬢様組曲（Symphony、2005年4月22日）
20. スイートナイツ（Triangle、2002年5月17日）
21. 春恋＊乙女（BaseSon、2006年1月27日）
22. ジュエルスオーシャン（エスクード、2004年3月19日）
23. あまからツインズ（unicorn-a/あねせん、2006年9月8日）
24. ねがいの魔法（Tarte、2003年7月25日）
25. 姫武者（TOMATO、2005年11月4日）
26. 思春期（RUNE、2005年9月29日）
27. 七彩かなた（千世、2006年5月26日）
28. おしえて巫女先生（unicorn-a/あねせん、2006年3月10日）
29. スクールぱにっく（Tarte、2006年1月27日）
30. スクールフェスタ（ロール、2005年11月25日）
31. エーゲネルスの花嫁DX
32. やっぱり妹がすきっ!（Triangle、2006年11月24日）
33. 素顔の微笑（JIN企画、2007年6月28日）
34. ほろほろ（LiLiM、2000年9月14日）
35. 光を…DELUXE（LiLiM、2003年7月11日）
36. 吉亜の丘で寝ころんでDX
37. Renaissance（JIN、2001年1月12日）
38. 蚊 -MOSQUITE- DX
39. カラフル!!（KLEIN、2008年11月21日）
40. イヌミミバーサク（千世、2008年9月26日）
41. いもうと観察日記DX
42. つまつま1.5（わんはーふ）（DISCOVERY、2008年5月2日）
43. マジカルハッピー（TAMATO、2008年2月29日）
44. すい〜とし〜ずんDX
45. 絶対妹至上主義（脳内彼女、2007年1月26日）
46. ぎゃくたま（DISCOVERY、2002年8月30日）
47. とらぶるっ!（LiLiM、2006年12月1日）
48. 僕だけの果実（JIN企画、2008年4月3日）